# Santhià
Santhià er en italiensk by (og kommune) i regionen Piemonte i Italien, med omkring 8.106(2023) indbyggere.  